# 万葉翡翠
『万葉翡翠』（まんようひすい）は、松本清張の短編小説である。初出は『婦人公論』1961年2月号。清張が長年にわたって持ち続けていた旅と考古学への関心を推理小説の形で結実させた作品群の一つであり、『万葉集』に現れる「沼名河」と「玉」を求める探索がやがて殺人事件へとつながっていく物語である。

## 発表経過

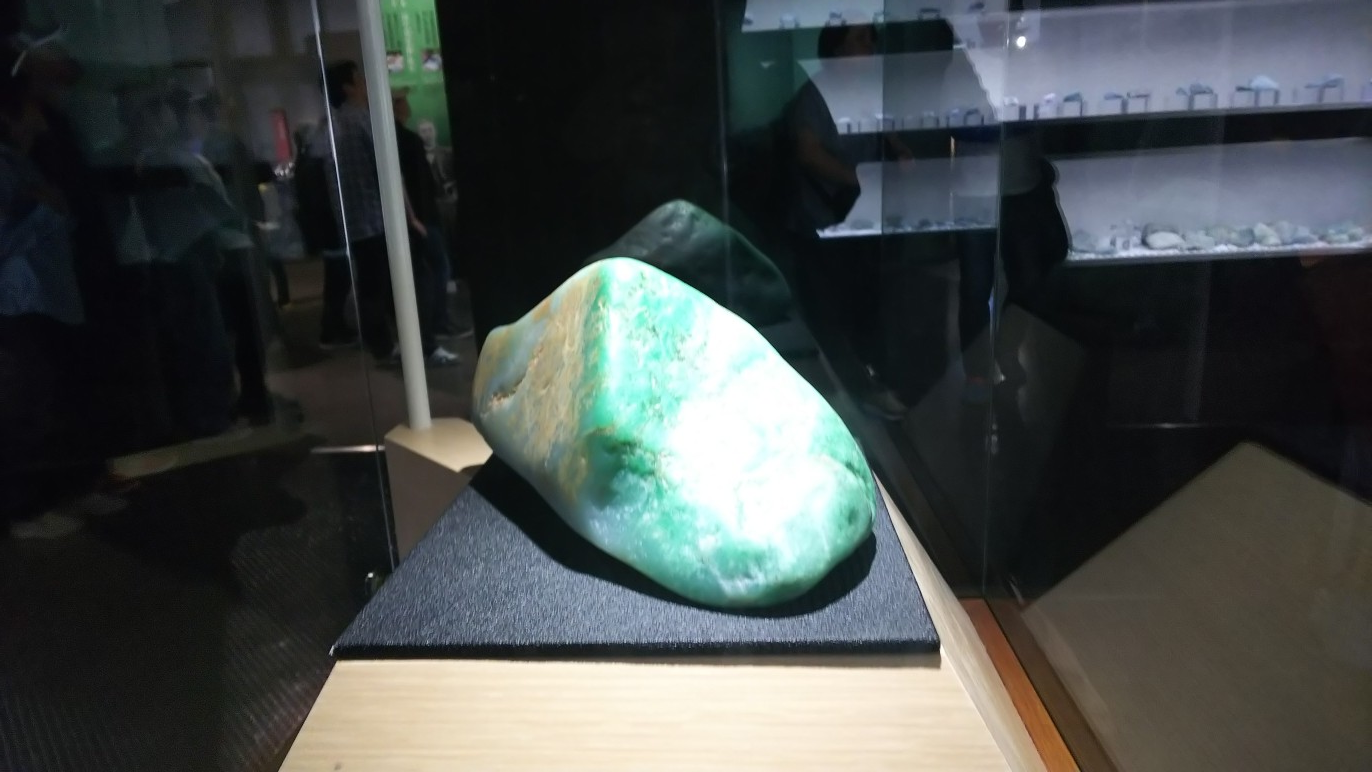
フォッサマグナミュージアム展示のヒスイ原石、2019年5月5日

この作品は1961年1月から8月にかけて『婦人公論』に連載された短編連作集『影の車』の第2話として、同誌の1961年2月号で発表された。
清張は『婦人公論』1960年12月号で、連載小説予告として次のような文を書いている。
実際に連載したものは短編としては長めの作品であるが、清張は毎回のテーマ選びに苦労していた。連載の当時、『婦人公論』で清張の担当編集者を務めていた澤地久枝は「五十枚ずつの短篇連作「影の車」は、毎月テーマ探しが問題で、「何か面白い話はないかね」という軽い会話は、担当者にとって千金の重みがあった」と証言している。
『婦人公論』という女性向け雑誌への発表ということで、清張は政治や経済などの社会派推理的なテーマを避けて人間心理と犯罪との光と影を作品共通の通奏低音として扱い、女性読者を強く意識した作品群を仕上げた。
この作品は、1962年と1966年にテレビドラマ化された。1962年のドラマは青山京子、小笠原良知、井川比佐志などが出演し、8月2日（前編）、8月3日（後編）がNHKで放送された。1966年のドラマは梓みちよ、成瀬昌彦などが出演してKTVで放送された。
翻訳では、『万叶翡翠』という題名で中国語訳されている。

## 登場人物
- 芝垣多美子：ヒロイン。短歌を趣味とする女子大生。
- 今岡三郎：多美子とは別の大学（S大学）に通う学生で彼女の婚約者。2度目の翡翠探索行の途上で姿を消す。
- 杉原忠良、岡村忠夫：今岡と同じくS大学の学生。今岡とはそれぞれ別行動を取って翡翠探索に赴く。
- 八木修蔵：S大学の考古学助教授。『万葉集』巻十三の3247の歌の解釈をめぐって学生たちに翡翠についての示唆を与える。
- 少年：名前などは不明。「十五六ばかり」の年齢で、杉原の知り合いらしい。
- 桑原みち子：藤沢市に住む短歌愛好者の女性。彼女が短歌雑誌に投稿した1首の歌が今岡の行方を探す鍵となる。

## あらすじ
S大学の研究室で、考古学助教授の八木修蔵は3人の男子学生（今岡、杉原、岡村）に「万葉考古学」という自らの学説を語る。『万葉集』の歌に織り込まれた字句を手がかりに古代の謎を探求しようというその学説により、八木は『万葉集』巻十三の3247「沼名河之 底奈流玉 求而 得之玉可毛 拾而 得之玉可毛 安多良思吉 君之 老落惜毛」（沼名河の 底なる玉 求めて 得まし玉かも 拾ひて 得し玉かも あたらしき 君が 老ゆらく惜しも）という歌に出てくる「沼名河の 底なる玉」について、枕詞や想像上の天上の川などではなく実在の川に産する日本産の翡翠ではないかと示唆する。
3人の学生たちは、「ヌナカワ」の地名を残す新潟県東頸城郡と西頸城郡をそれぞれ手分けして探索することになる。3人は1週間後に東京の喫茶店で落ち合い、探索の成果を報告し合うことを約して各自の目的地に出発する。今岡は婚約者である多美子の意見に従って、糸魚川市を流れる姫川流域の調査に出かける。3人とも最初の探索ではめぼしい成果が得られなかったため、彼らは再度現地に赴く。
多美子は3人を見送るために新宿駅に行く。3人は松本まで一緒の列車に乗り、途中で杉原のみが長野方面行きの列車に乗り換えることになっている。その後今岡は小滝で下車し、岡村は糸魚川まで出て青海に行き、そこから青海川をさかのぼる予定を立てている。買い物のために駅の売店まで行った多美子は、杉原がその近くで1人の少年から何かを包んだ紙を受け取るのを目にする。3人は予定通り新宿から列車に乗ったものの、先に松本で下車した杉原は長野方面には行かず、1列車遅れて今岡と岡村の後を追う。その後も杉原は不審な行動を取り続ける。
1週間後、指定の喫茶店に現れたのは杉原と岡村だけで、今岡はついに現れなかった。3度にわたる捜索隊の派遣にもかかわらず何の手がかりもないまま1年が過ぎ、多美子は彼の死を覚悟する。
ある日、多美子は愛読している短歌雑誌に掲載されていた1首の歌に目を留める。その歌は、藤沢市に住む桑原みち子が投稿したもので、本来姫川流域には生育しないはずの「フジアザミ」が小滝川（姫川の支流）の河原近くに咲いている情景を詠みこんだものであった。多美子は当初、その歌を何気なく読み過ごしていた。その情景を「虚構」と断じる選者に対して、雑誌の次号で「確かにフジアザミをこの眼で見た」とみち子が反論した。
2人の誌面でのやり取りを見て、多美子は新宿駅で見かけた杉原と少年のことを思い出す。最初の翡翠探索行に3人が出発する前、多美子は彼らの会話から杉原の趣味が植物採集であることを知っていた。そしてあの少年も同じ趣味を持っているかもしれないと気づき、少年が杉原に渡した紙包みの中身について、植物の種子ではないかと考える。多美子は杉原が今岡の探す姫川流域こそ有望な翡翠産地と考えて彼の後を追ったと推定し、しまいには翡翠のことで杉原が今岡を手にかけたのではないかと想像する。
姫川流域に雪が積もる直前、警察官数人を交えた4度目の捜索隊が現地に向かう。この捜索隊には、多美子の依頼でみち子が案内役として加わっていた。みち子はフジアザミが咲いていた地点に一行を案内し、その近くで今岡の遺体が発見される。
杉原は東京で逮捕され、多美子が想像したとおりのことを自白する。杉原は翡翠の原石を目の当たりにして独占欲を起こし、今岡に襲いかかった。そのときにフジアザミの種子をポケットに入れたままだったため、種子が3，4粒地上にこぼれ落ちた。その種子が芽吹いて河原近くで花を咲かせたのである。

## 作品の背景

### 旅情と歴史と

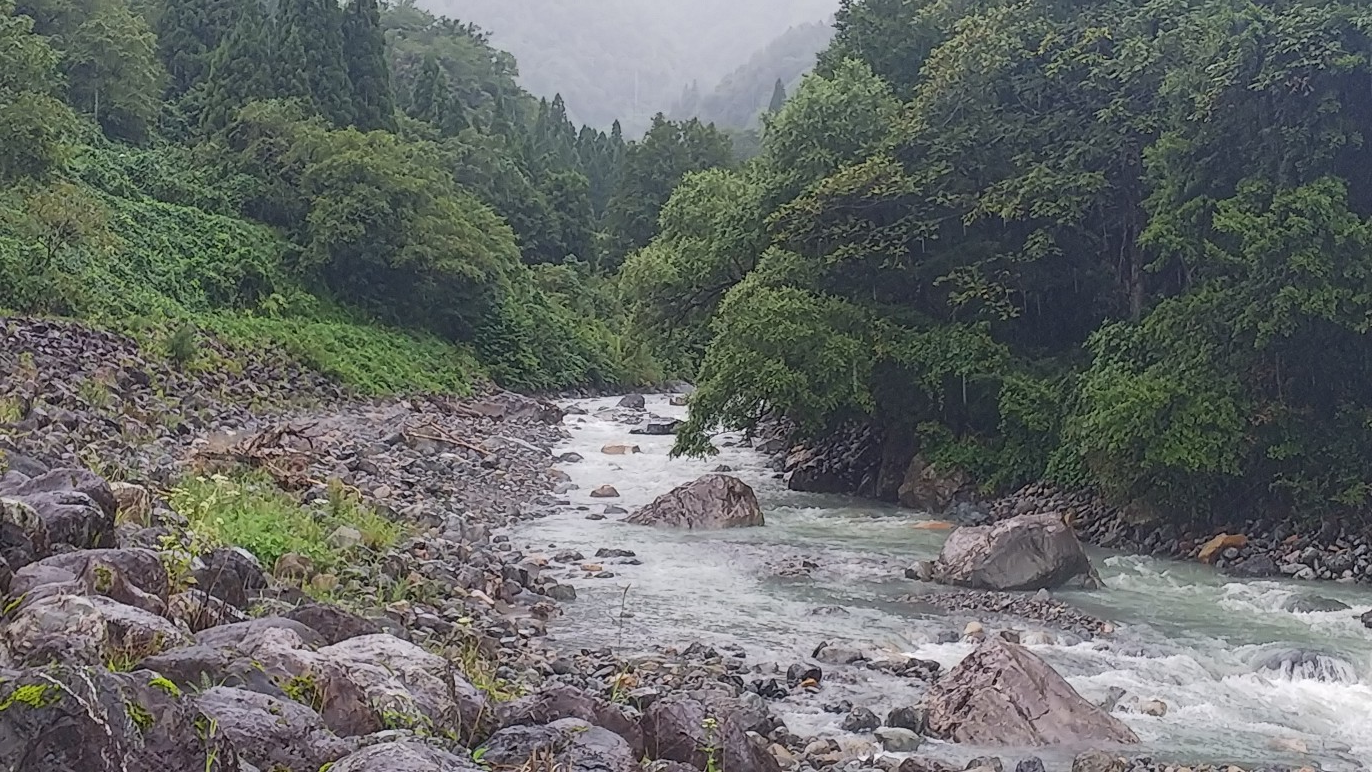
小滝川ヒスイ峡、2018年9月15日

清張の作品では、旅情が重要な位置を占める。清張は幼少時から旅に憧れ、作家として身を立てる前から多くの旅に出ていた。そのすべてが必ずしも楽しい旅ばかりではなく、十代の終わりごろの旅は、死ぬことを強く意識した旅であったという。幼少時からの旅への憧れは晩年まで続き、彼の作品世界における魅力の1つとなった。
清張の登場以前は、推理小説における旅情はほとんど注目されなかった。第二次世界大戦前、「探偵小説」と呼ばれていた時期では蒼井雄『船富家の惨劇』や赤沼三郎『悪魔の黙示録』、第二次世界大戦後の鮎川哲也『黒いトランク』などの作品があったものの、豊かな旅情を描写した作品は数少なかった。
推理小説に旅情を取り入れたのは、清張が旅行雑誌「旅」に1957年2月号から1958年1月号に連載した長編推理小説『点と線』がその嚆矢とされる。清張にとって初のミステリー長編小説でもあったこの作品はベストセラーとなって、その後の作品の方向性に影響を与えた。その後2年ほどの間に、『ゼロの焦点』（能登半島）、『蒼い描点』（箱根）、『影の地帯』（信濃路）、『波の塔』（富士の樹海）、『球形の荒野』（奈良）、『砂の器』（出雲）などの諸作品で旅の描写が盛り込まれ、作品における旅情が重要な位置を占めるようになっていた。
他に重要な要素として挙げられるのは、古代史を始めとする歴史に対する興味である。清張が多岐にわたる分野で知識を有していたことはよく知られているが、その中でも考古学や日本史の領域には奥深いものがあった。清張は専門家の領域にも自らの視点で探求して深く入り込み、そのようにして蓄積された知識を自分の作品に生かそうとした。
清張は作品に知識を生かす方法として、歴史に対する論評として真正面から取り組むケース（『古代史疑』など）と、ミステリーに絡めて作品としたケースの双方を試みている。後者の例としては、邪馬台国論争と『魏志倭人伝』に題材を得た『陸行水行（りくこうすいこう）』（1963年）とこの『万葉翡翠』が挙げられる。
清張は日本産翡翠の再発見に想を得て、『万葉翡翠』を執筆した。清張自身はこの『万葉翡翠』について、エッセイ『推理小説の発想』で「万葉集もまた推理小説になりうる」と前置きした上で次のように記述している。
『万葉翡翠』は、作者である清張自身も好んでいた短編であった。『松本清張短篇総集』（1963年4月10日講談社発行、1971年4月28日復刊第1刷発行）所収の『書いたころ』という短文で「この一篇が好きなのでこれに集録した」と言及し、「国学院大の樋口清之教授から教えられるところが多かった」と謝辞を述べた。清張の作品では、1963年に発表された『たづたづし』も万葉集をモチーフとして扱っている。

### 翡翠文化とその再発見
翡翠を利用する文化は、日本・朝鮮半島・中国そしてメソアメリカでみられる。日本での利用例は、約7000年前の縄文時代前期後葉までさかのぼることができ、これは世界的にみても最古のものである。
縄文時代後期中葉（約4000年前）には、翡翠製の勾玉が出現した。勾玉は弥生時代から古墳時代にかけて多く作られ、糸魚川を中心にした翡翠の文化が日本のほぼ全域だけではなく日本海を越えて朝鮮半島にまで広がった。
しかし日本における翡翠の文化は、奈良時代に終焉を迎えた。歴史の表舞台から消えた日本産の翡翠が再発見されたのは、1935年のことであった。
『万葉翡翠』の大詰めで舞台となった小滝川の翡翠集積地は、1956年6月29日に国の天然記念物「小滝川硬玉産地」となっている。その後の研究により、日本で縄文時代以来利用されてきた翡翠のすべては糸魚川産であることが定説となった。

## 評価

### 作品自体について
『万葉翡翠』は、『万葉集』巻十三の3247の解釈をめぐって「沼名河」と「玉」を求める探索がやがて殺人事件につながっていく展開を見せる。副題の「-求めて得まし玉かも-」は万葉集巻十三の3247からの引用である。
作品自体の評価は「古代史ミステリーの秀作」、「作者の実力のほどを示した作」という高いものから、「まあまあ」、「トリックは推理小説としては月並み」というものまでさまざまである。
阿刀田高は『松本清張小説セレクション 第24巻 影の車』巻末の編集エッセイで、前半にあたる翡翠産地について万葉集を手がかりに推理を進めていく部分が「抜群におもしろい」と称賛しながらも「それに比べると、ミステリーの部分は月並である。（中略）少し書き急いだところがあって推理小説としてはたあいない印象がなきにしもあらず」と評した。阿刀田は小説の作法として学識の部分と推理小説の部分が上手く溶け合っていない点を指摘し、「一つの鍋に二つの料理が入っているような違和感」と表現した。阿刀田は2009年の自著『松本清張を推理する』でも『万葉翡翠』について「前半の学術的推論が入念なわりには後半のミステリーは（中略）ややそそくさと綴られているような気配がなくもない」と記述している。
岩見幸恵は『松本清張事典』（1998年）で既述のとおり「トリックは推理小説としては月並み」と評した。それに続けて「背後に古代史や文学を用いている点がこの作品の奥行きを広くしている」と指摘した。
平野謙は短編集『駅路』の解説（1965年7月）において『万葉翡翠』を『陸行水行』とともに「いわゆるベッド・ディティクティヴの一種」と分類した。平野は「著者の無私な学問好きの一面をあらわした作風といえよう」と記述した上で、「二作ともベッド・ディティクティヴの一面を持ちながら、しかし、それをこえるものがある」として清張が書く推理小説の「多彩なおもしろさ」として評価した。

### 中西進の分析
国文学者で万葉集の研究などで知られる中西進は、『松本清張研究』第六号（2005年）に『比喩としての翡翠-松本清張『万葉翡翠』をよむ-』を寄稿した。清張は中西に古代のさまざまな事柄について尋ねたり自説を展開したりの電話を何度か掛け、中西も清張の対談や座談会に何度か出席したことのある間柄だった。
中西は清張の古代への発言に対して高い評価を与えるとともに、その説について「傾聴に値する」として、『万葉翡翠』での「翡翠国産説」を取り上げた。中西は1981年12月に出版した『万葉集全訳注』で「渟名河の 底なる玉」の歌の注で清張の説く「玉＝翡翠」説を完全に認めている。
中西はさらに歌の内容に分け入り、清張が「得まし玉かも」と読み下した部分の原文が「得之玉可毛」であることから「得し玉かも」と読む方が自然であり、「買い求めてやっと得た玉」ではなく「探し求めてやっと拾った玉」と考えた。中西は『万葉翡翠』での八木助教授と学生たちの会話から「翡翠は中国南部やビルマ北部からの輸入品だって買える」という部分を取り上げ、「買った玉」より「探し求めてやっと拾った玉」の方が日本国内原産説にはかえって好都合だとしている。
『万葉翡翠』自体について、中西は今まで「輸入品」とされていた翡翠が、実は日本国内の産だとする説を小説の形で述べたものと解説した。中西は通常の小説が「虚」を読者に提供することを主眼にするのに対して、『万葉翡翠』は敢えてその逆を行っていることを指摘した。中西は作品に出てくるフジアザミにも着目し、『砂の器』に出てくる出雲弁と東北弁との対比を例に出して「地域の固定観念を破るところに、著者の真骨頂があるのかもしれない」としてそれらの意外性が読者を知的興奮に導くことを説いている。

### 考古学者の視点
『玉とヒスイ 環日本海の交流をめぐって』（1992年）の著者、藤田富士夫は自著で『万葉翡翠』に触れ、八木助教授の研究成果には明らかに清張の考えが投影されていることを指摘した。その上で藤田は「求めて得まし玉かも」の歌が翡翠の売買（すなわち交易）であるとする清張の意見を「従来の文学研究者には見られない意見で、私も基本的に同意する」と賛意を述べた。
考古学者の寺村光晴は『日本の翡翠 その謎を探る』（1995年）で「万葉集とヌナカハ」について、江戸時代からの論議を取り上げた。最初にこの歌を「越後国沼川郷」（現在の新潟県糸魚川市付近）に比定したのは本居宣長であったが、宣長の説は万葉研究者にも歴史学者にも長年にわたって無視され続けた。次にこの歌を考古学の観点から注目したのは、樋口清之である。樋口は歌の内容が河底の玉原石の採取や転売を伝えたものとして翡翠との関係を説いた。翡翠が実際に発見された後の1962年になって、中川幸廣は国文学の観点から「沼名河」は実在の川であるが『万葉集』の編纂者には空想上の天上の川と位置付けられたものとした。寺村も中川の説について、古代文学上の観点と万葉集の基礎的研究から導き出されたものとして同意している。
寺村は『万葉翡翠』について「もちろんフィクションであろう。しかし、小説の中に語られているヒスイ探求の過程は、日本におけるヒスイの追求過程の一端をしめすものとして、興味深いものがある」と評した。

## 設定とトリック

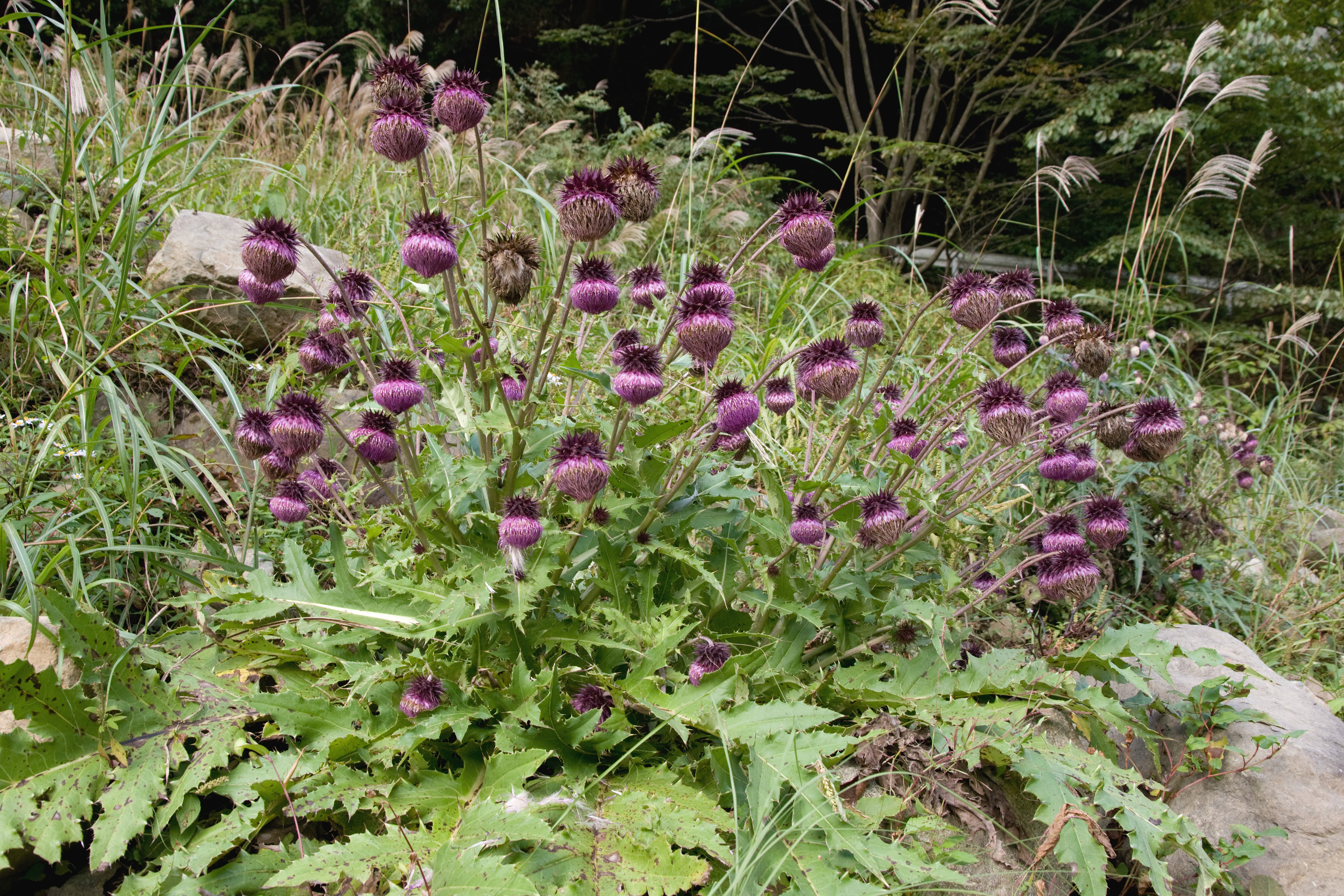
フジアザミの花（丹沢山地 本谷川河原、2009年）

赤塚隆二（元朝日新聞社山口総局長）は、自著『清張鉄道1万3500キロ』（2017年）で『万葉翡翠』について分析し、設定とトリックについて触れている。赤塚は3人の学生が1回目の調査で乗車した列車について、新宿駅22時45分発の「穂高3号」と推定した。松本に着いた後、今岡と岡村は大糸線に乗るが、杉原は篠ノ井線経由で信越線と飯山線に乗り換えた後に越後外丸で下車し、松之山温泉方面へのバスで東頸城丘陵に向かっている。この行程について赤塚は「乗り鉄者としての疑問」として「信越線で長野に来るか、上越線で越後川口まで来たらどうだろう」と記述している。
2回目の調査では、杉原は長野に向かわずに1列車遅れて今岡と岡村の後を追う。赤塚は同じく清張の作品『地方紙を買う女』（1957年）との類似に着目して、「同じ線区をわずかな間をおいて乗るので、「時間差型」とでも呼べる乗り鉄犯罪だ」と指摘した。
犯罪発覚のきっかけとなるのは、フジアザミの花である。フジアザミは日本固有種で富士山を基準産地とし、大きめの頭花を下向きに咲かせる花であるが、生育域は限定されていて姫川の流域には生育しないとされる。桑原みち子と短歌雑誌の選者とのやり取りを読み、多美子は2回目の調査に出かける3人を見送った際の杉原の行動を思い起こす。
杉原がリュックを背負った少年から受け取った紙包みには、まさしくフジアザミの種が入っていた。赤塚は少年が富士山麓でフジアザミの種を収集して私鉄で大月まで戻り、その後東京に戻って杉原と会ったものと推定した。作中での杉原の自供も、そのことを裏付けている。

## 主な収録・出版
『万葉翡翠』は、1961年8月30日に短編集『影の車』の1編として中央公論社から出版された。単独作品としても、清張の短編集などに数回収録されている。
『影の車』
- 中央公論社：1961年8月30日[1][3][41][42]
- 中央公論社（普及版）：1962年8月25日[3]
- 文藝春秋（点と線・時間の習俗・影の車（松本清張全集I））：1971年4月20日[3][41]
- 中央公論社（中公文庫）：1973年7月10日[3][41][42]
- 角川書店（角川文庫）：1983年2月10日[3]
- 中央公論社（影の車 松本清張小説コレクション 第24巻）：1994年11月10日[3][41][42]
- 中央公論社（中公文庫、改版）：1998年8月18日[3][43]

『万葉翡翠』（単独での収録）
- 宝石社：日本探偵作家クラブ編『1962年版推理小説ベスト20I（探偵小説年鑑）』（1962年8月20日）[3][41]
- 講談社：『松本清張短篇総集』（1963年4月10日）[3][41][42]
- 光文社：『共犯者 松本清張短編全集II（カッパ・ノベルス）』（1965年2月1日）[3][41][42]
- 新潮社：『駅路　傑作短編集（六）（新潮文庫）』（1965年7月30日）[3][41][42]
- 講談社：『松本清張（現代推理小説大系9）』（1972年4月8日）[3][41]
- 角川書店：中島河太郎編『口笛ふいて殺人を（日本代表ミステリー選集I、角川文庫）』（1975年9月30日）[3][41][42]
- 新潮社：『松本清張傑作総集II』（1993年12月20日）[3]
- 岩崎書店：『現代ミステリー短編集7 殺意』（2007年2月10日）[19][44][43]。